# Тальнянка (притока Ятрані)
Тальнянка — річка в Україні у Уманському районі Черкаської області. Ліва притока річки Ятрані (басейн Південного Бугу).

## Опис
Довжина річки приблизно 12,40 км, найкоротша відстань між витоком і гирлом — 11,63  км, коефіцієнт звивистості річки — 1,07 . Формується декількома струмками та загатами.

## Розташування
Бере початок на південно-західній стороні від села Громи. Тече переважно на південний схід через села Ропотуху, Фурманку, Ладижинку і впадає у річку Ятрань, праву притоку річки Синюхи.

## Цікаві факти
- У селі Ладижинка у пригирловій частині річку перетинає автошлях витоку річки пролягає автошлях М05[3] (автомобільний шлях міжнародного значення на території України, Київ — Одеса. Проходить територією Київської, Черкаської, Кіровоградської, Миколаївської та Одеської областей).
- У XX столітті на річці існували газгольдер та декілька газових свердловин[2], а у XIX столітті — вітряний та декілька водяних млинів[1].